# Mosermandl

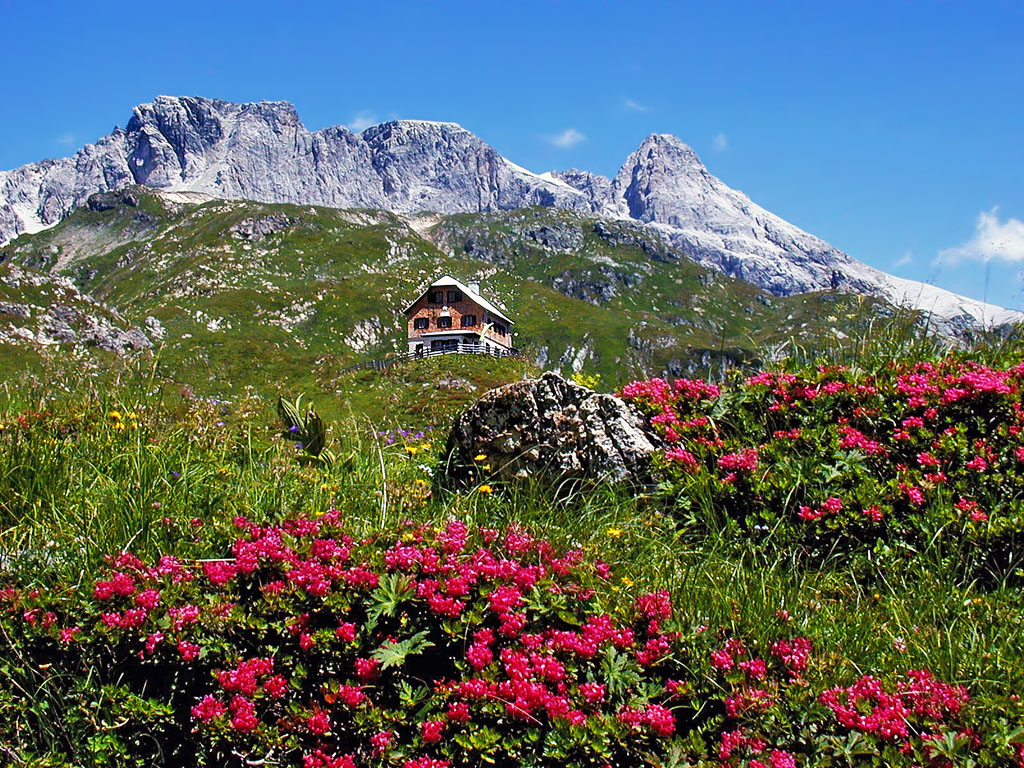
Mosermandl und Franz-Fischer Hütte

Das  Mosermandl ist ein 2680 m ü. A. hoher Berg der Niederen Tauern, an der Grenze zwischen den Bezirken St. Johann (Pongau) und Tamsweg (Lungau) im Land Salzburg.
In der Gegend des Bergs verläuft der Tauerntunnel der Tauernautobahn (A10).

## Lage und Landschaft
Das  Mosermandl ist zwar nicht der höchste Berg der Radstädter Tauern, wohl aber ihr bekanntester Gipfel. Der markante Gipfel liegt zwischen den Salzburger Orten Flachau im Pongau und Zederhaus im Lungau. Der Gipfel heißt Großes Mosermandl, das Kleine Mosermandl ist der 2538 m ü. A. hohe Vorgipfel östlich.
Ein eindrucksvoller Blick auf das Mosermandl ergibt sich, wenn man von Zederhaus taleinwärts schaut.
Ausgangspunkte für Touren auf das Mosermandl sind einerseits das Riedingtal in Zederhaus sowie andererseits Flachauwinkel im Flachauertal (oberes Ennstal).
Die Südseite weist einige steile Grashänge und -grate auf, die von unten leicht begehbar wirken, aber bei nassem Wetter äußerst rutschgefährlich sind und mehrmals zu tödlichen Unfällen geführt haben. Im oberen Teil verläuft der Anstieg durch felsiges Gelände mit viel Geröll und erfordert daher eine solide Trittsicherheit. Der Anstieg von Nordwesten folgt im obersten Abschnitt einem diagonal verlaufenden Felskamin und hat den Charakter eines einfachen versicherten Klettersteigs im Schwierigkeitsgrad A–B.

## Routen

### Vom Riedingtal
- Schliereralm–Jakoberalm–Mosermandl
- Schliereralm–Untere Eßlalm–Obere Eßlalm–Franz-Fischer-Hütte–Windischscharte–Mosermandl

### Von Flachauwinkel
- Gasthofalm–Obere Gasthofalm–Gasthofkar–Mosermandl